# A noua poartă
A noua poartă (în engleză: The Ninth Gate) este un film thriller de mister din 1999 regizat, produs și co-scris de Roman Polanski. O coproducție internațională între Statele Unite, Portugalia, Franța și Spania, filmul se bazează pe romanul lui Arturo Pérez-Reverte din 1993, The Club Dumas. Intriga implică autentificarea unei cărți rare și antice, despre care se presupune că ar conține un secret magic pentru invocarea Diavolului. Premiera filmului a avut loc la San Sebastián, Spania, la 25 august 1999, cu o lună înainte de cel de-al 47-lea Festival Internațional de Film de la San Sebastian. Cu toate că nu a reușit din punct de vedere critic și comercial în America de Nord, unde recenzorii l-au comparat nefavorabil cu filmul supranatural al lui Polanski Rosemary's Baby (1968), A noua poartă a avut un venit global de 58,4 milioane de dolari, la un buget de 38 de milioane de dolari.

## Rezumat
Dean Corso, un comerciant de cărți rare din New York, este angajat de un bogat colecționar pe nume Boris Balkan. Acesta a achiziționat un exemplar din Cele nouă porți ale Regatului Umbrelor, o carte scrisă în secolul al XVII-lea de Aristide de Torchia, despre care se spune că ar permite invocarea Diavolului. Legenda spune că Torchia ar fi redactat cartea în colaborare cu Diavolul însuși, iar după ce a fost acuzat de erezie, el și majoritatea lucrărilor sale au fost arse, rămânând doar trei exemplare ale cărții. Convins că doar unul dintre cele trei este autentic, Balkan îl trimite pe Corso să examineze celelalte două copii, în speranța de a identifica originalul. Pe parcursul investigației, Corso este urmărit de o femeie misterioasă, cunoscută doar ca „Fata”.
În căutările sale, Corso o întâlnește pe Liana Telfer, văduva lui Andrew Telfer, cel care i-a vândut cartea lui Balkan înainte de a se sinucide. Liana încearcă să-l seducă pe Corso pentru a pune mâna pe volum. După ce petrec o noapte împreună, el refuză să-i înapoieze cartea, iar ea îl atacă și îl lasă inconștient. A doua zi, Corso îl găsește spânzurat pe librarul căruia îi lăsase cartea în grijă, scena evocând una dintre gravurile din Cele nouă porți. Recuperând volumul, Corso pornește spre Toledo, Spania, pentru a-i întâlni pe frații Ceniza — restauratori de cărți care deținuseră anterior exemplarul acum în posesia lui Balkan. Aceștia îi dezvăluie un detaliu crucial: dintre cele nouă gravuri din carte, doar șase poartă semnătura „AT” (Aristide de Torchia), în timp ce celelalte trei sunt marcate cu inițialele „LCF”, o referință la Lucifer.
Corso călătorește în Sintra, în apropiere de Lisabona, Portugalia, unde îl întâlnește pe Victor Fargas, deținătorul unui alt exemplar din Cele Nouă Porți. Analizând cartea, Corso observă că trei dintre gravuri sunt semnate „LCF”, iar acestea prezintă diferențe subtile față de cele semnate „AT”. El îi comunică aceste descoperiri lui Balkan, care îi ordonă să cumpere exemplarul de la Fargas. În ziua următoare, Fata îl conduce pe Corso la vila lui Fargas, unde îl găsesc mort, aparent înecat. În șemineu, Corso recuperează volumul ars, dar descoperă că cele trei gravuri „LCF” au fost smulse.
Următoarea destinație este Paris, Franța, unde Corso investighează cel de-al treilea exemplar, aflat în posesia baronesei Kessler. Deși reticentă la început, temându-se de implicarea lui Balkan, baronesa îl refuză pe Corso. Însă, în timp ce acesta părăsește reședința, este atacat și salvat în ultimul moment de Fata, care pare să posede abilități supranaturale. Corso ascunde exemplarului lui Balkan în camera sa de hotel și revine la Kessler pentru a-i împărtăși ipoteza sa: că fiecare dintre cele trei cărți conține câte trei gravuri autentice, semnate „LCF”, care împreună alcătuiesc un set complet și autentic de nouă gravuri. Intrigată, baronesa îl lasă să examineze volumul ei. Însă lucrurile degenerează rapid: Corso este atacat din nou, Kessler este ucisă prin strangulare, iar biblioteca sa este mistuită de flăcări. Când se întoarce la hotel, Corso descoperă că volumul lui Balkan a fost furat, cel mai probabil de Liana.
Fata și Corso o urmăresc pe Liana până la vechiul conac ancestral al familiei acesteia, unde un cult satanic desfășoară un ritual folosind copia cărții deținută de Balkan. În mijlocul ceremoniei, Balkan își face apariția, întrerupe ritualul, își recuperează cartea și o sugrumă pe Liana până la moarte, în timp ce ceilalți participanți fug îngroziți. Presupunând că Fata lucra de la bun început pentru Balkan, Corso o abandonează și pornește în urmărirea colecționarului. Totuși, este nevoit să se oprească după ce mașina i se defectează. În lucrurile rămase de la baronesa Kessler, Corso descoperă un indiciu care îl conduce către un castel izolat, unde Balkan plănuiește să invoce Diavolul folosind cele nouă gravuri semnate „LCF”. Acolo, Balkan îl capturează pe Corso și îl forțează să asiste la ritual. Inițial, ceremonia pare să aibă succes: Balkan pretinde că a dobândit puteri supranaturale și imunitate la durere, oferindu-se ca jertfă pentru a-l convinge pe Corso. Totuși, ritualul eșuează. Flăcările care ar fi trebuit să nu-l atingă îl cuprind, iar Balkan începe să țipe în agonie. Corso reușește să se elibereze, recuperează gravurile și îl împușcă pe Balkan, punând capăt suferinței acestuia.
În timpul călătoriei lor, Fata îi explică lui Corso că ritualul realizat de Balkan a eșuat pentru că a folosit o gravură falsificată în locul celei autentice. Când opresc la o benzinărie, ea dispare fără urmă, dar îi lasă lui Corso un bilet cu instrucțiuni să meargă la frații Ceniza. Ajuns la atelierul acestora, Corso descoperă că locul este complet abandonat. În timp ce muncitorii mută o bibliotecă masivă, o coală acoperită de praf plutește din tavan și cade în fața lui. Este gravura originală lipsă, reprezentând o femeie ce seamănă izbitor cu Fata, călare pe o creatură asemănătoare unui dragon, în fața unui castel luminat de zorii zilei. Având acum în posesie toate cele nouă gravuri autentice, Corso se întoarce la castel. Porțile i se deschid singure, emanând o lumină intensă, orbitoare, în timp ce el pășește dincolo de ele, pornind astfel în călătoria sa prin a Noua Poartă.

## Distribuție
- Johnny Depp - Dean Corso
- Lena Olin - Liana Telfer
- Frank Langella - Boris Balkan
- Emmanuelle Seigner - The Girl
- James Russo - Bernie Ornstein
- Jack Taylor - Victor Fargas
- Allen Garfield - Witkin
- Barbara Jefford - Baroness Kessler
- Willy Holt - Andrew Telfer
- Catherine Benguigui - The concierge
- Jacques Collard - Gruber
- Jacques Dacqmine - Old Man

## Producție
Roman Polanski a fost atras de scenariul scris de Enrique Urbizu, o adaptare a romanului spaniol El Club Dumas (1993) de Arturo Pérez-Reverte. Impresionat, regizorul a citit și romanul, declarând că „avea atât de multe elemente care păreau potrivite pentru un film. Era plin de suspans, amuzant și populat cu numeroase personaje secundare extrem de cinematografice.” Cum romanul lui Pérez-Reverte conține mai multe fire narative interconectate, Polanski a ales să scrie propria versiune a scenariului, alături de colaboratorul său obișnuit, John Brownjohn (Tess, Pirații, Luna amară). Cei doi au eliminat referințele literare și intriga secundară legată de manuscrisul pierdut al unui capitol din Cei trei muschetari, concentrându-se exclusiv pe căutarea de către Dean Corso a exemplarelor autentice ale Celor nouă porți.
Polanski a abordat subiectul cu un ochi critic și ironic: „Nu cred în ocultism. Nu cred. Punct.” Cu toate acestea, a recunoscut că iubește genul: „Există o mulțime de clișee în A Noua Poartă, pe care am încercat să le subvertesc. Poți să le tratezi cu seriozitate la suprafață, dar e imposibil să nu râzi puțin de ele.” Pentru regizor, atractivitatea filmului consta în faptul că era „un mister în care o carte este personajul principal”, iar gravurile acesteia deveneau „indicii esențiale” în desfășurarea intrigii.
Citind El Club Dumas, Polanski și l-a imaginat imediat pe Johnny Depp în rolul lui Dean Corso. Depp s-a alăturat producției încă din 1997, după ce l-a întâlnit pe Polanski la Festivalul de Film de la Cannes, unde promova filmul The Brave. Inițial, Polanski nu era convins că Depp era potrivit pentru rol, deoarece personajul avea aproximativ patruzeci de ani, iar Depp avea atunci doar 34. A luat în considerare și alți actori mai în vârstă, însă Depp a insistat să obțină rolul, dorind foarte mult să colaboreze cu Roman Polanski.
În perioada lansării nord-americane a filmului A Noua Poartă, presa de specialitate a relatat despre tensiunile creative dintre Johnny Depp și Roman Polanski. Depp a declarat: „Este datoria regizorului să împingă și să provoace actorul să dea tot ce poate.” Polanski, la rândul său, a spus despre Depp: „A ales să joace rolul într-un mod destul de plat, ceea ce nu corespundea viziunii mele, dar nu i-am spus asta.” Din punct de vedere vizual, stilul neo noir al filmului se reflectă și în aspectul neglijent al personajului Dean Corso, comerciantul de cărți rare, care amintește de Philip Marlowe, detectivul literar emblematic creat de Raymond Chandler.
Polanski l-a ales pe Frank Langella pentru rolul lui Boris Balkan datorită interpretării sale din filmul Lolita (1997), unde a jucat personajul Clare Quilty. Barbara Jefford a intervenit în ultimul moment pentru a o înlocui pe actrița germană inițial distribuită în rolul baronesei Frieda Kessler, care a fost nevoită să se retragă din cauza unei pneumonii. După ce o a doua actriță a întâmpinat dificultăți în a învăța replicile, Jefford a preluat rolul cu doar câteva zile înainte de începerea filmărilor, învățând textul și interpretându-l cu accent german. În timpul filmărilor, Johnny Depp a cunoscut-o pe Vanessa Paradis, partenera sa de lungă durată.

### Filmare
A Noua Poartă a fost filmat în Franța, Portugalia și Spania în vara anului 1998. Printre clădirile importante selectate din film se numără:
- Palatul Biester, Sintra, Portugalia (conacul colecționarului de cărți Victor Fargas)
- Château de Ferrières, Seine-et-Marne, Franța (conac deținut de Liana Telfer)
- Château de Puivert, Aude, Franța („La Tour du Diable”/Turnul Diavolului)
- Calle Buzones în Toledo, Spania (strada cu librăria fraților Ceniza) [19]

## Receptare critică
Pe Rotten Tomatoes, filmul are un rating de aprobare de 43%, bazat pe 95 de recenzii ale criticilor, cu o notă medie de 5 din 10. Consensul site-ului afirmă: „Deși filmul este elegant și atmosferic, criticii consideră că The Ninth Gate rătăcește fără o direcție clară și cade adesea în ridicol. În plus, în ciuda promovării, oferă puține momente de suspans.” Pe Metacritic, filmul are un scor de 44 din 100, în urma a 30 de recenzii, ceea ce indică „opinii mixte sau medii”. În schimb, publicul chestionat de CinemaScore i-a acordat nota „D−” pe o scară de la A la F.
Roger Ebert a considerat finalul filmului lipsit de impact, afirmând: „Deși nu așteptam un spectacol de efecte speciale, îmi doream o revelație spectaculoasă – ceva uimitor, nu doar o estompare în alb.” În The New York Times, Elvis Mitchell a ironizat filmul, spunând că este „la fel de înfricoșător ca o reconstituire cu păpuși a producției Proiect Vrăjitoarea și nici pe departe la fel de amuzant”.
Entertainment Weekly i-a acordat filmului calificativul „D+”, iar criticul Lisa Schwarzbaum l-a descris ca având „o aromă de putregai european de artă, de nivel mediu – un iz de decădere și aroganță într-un film pe care nici măcar un star atât de viclean și provocator precum Johnny Depp nu-l poate salva.”
Kenneth Turan, de la Los Angeles Times, a criticat ritmul lent și lipsa de energie narativă: „Deși ideea unui thriller cu ton relaxat e intrigantă, în practică, interesul se poate pierde destul de repede.” În The Village Voice, J. Hoberman a caracterizat filmul drept „o farsă lansată anemic, plină de bla-bla siropos.” În schimb, recenziile europene au fost, în general, mai indulgente, remarcând pozitiv ritmul lent și ironia subtilă a filmului.
În revista Sight and Sound, criticul Phillip Strick a remarcat că filmul „nu a fost deosebit de agreabil la prima vizionare – în parte pentru că Johnny Depp, cu tâmplele grizonate false, îl interpretează poate prea fidel pe antipaticul Corso din roman – însă este extrem de bine realizat, merită o a doua șansă, în ciuda discontinuităților sale, și, în timp, își va câștiga, fără îndoială, propriul cerc de fani eretici.”
În Time, Richard Corliss a apreciat că A Noua Poartă este cel mai accesibil film realizat de Roman Polanski „de la plecarea sa din Statele Unite, la scurt timp după Cartierul chinezesc.”
În San Francisco Chronicle, Bob Graham a afirmat că „Johnny Depp este principalul motiv pentru a viziona thrillerul satanic regizat de Polanski” și a apreciat că „simțul viclean al lui Polanski pentru convențiile filmului noir reușește să ironizeze genul, onorându-l în același timp”.
După lansarea filmului A Noua Poartă, compania Artisan Entertainment l-a dat în judecată pe Roman Polanski, acuzându-l că a reținut peste un milion de dolari din bugetul producției — sume provenite din rambursări ale TVA-ului francez — pe care ar fi trebuit să le transfere companiei de garanții responsabile cu finalizarea filmului. Artisan susținea că Polanski era obligat să livreze un produs finalizat, conform contractului.